# Раде Космајац
Раде Петровић, познатији као Раде Космајац, српски је певач народне музике, који се прославио 2004. године након што је објавио први музички албум Лутам, на ком се налазио велики хит Можда смо и ми. Његови родитељи су познати југословенски певачи народне музике Младен Петровић Космајац и Милена Петровић. Надимак је добио јер је његова породица пореклом са Космаја. Са Шараном Алегром обрадио је песме познатих извођача у пројекту Соба за плакање, те је тако млађим генерацијама приближио песме Радо моја бела Радета Урошевића, и Све ћу дати, кућу, коње Шабана Шаулића (песма се у оригиналу зове Та је жена коју волим). Пре објављивања првог албума певао је пратеће вокале на албумима Индире Радић, Елме Синановић, Нина Решића, Мериме Његомир, Ђанија, Селме Бајрами, Рикија Бишевца и Марине Живковић.

## Дискографија

### Албуми
- Лутам (2004, Голд мјузик)

### Синглови
- Можда смо и ми (2003)
- Београде, Београде (2012) Гранд фестивал 2012.
- Најјачи (2013) дует са Ђанијем
- Још увек тужних љубави има (2013) обрада песме Митра Мирића
- Била ми је све (2014)
- Стари друже (2023) са Ненадом Манојловићем
- Друга шанса (2024)
- Мисли брате мало на себе (2025) са Стефаном Космајцем
- Мој почетак и мој крај (2025)